# 厦门海沧实验中学
厦门海沧实验中学是中华人民共和国福建省厦门市海沧区的完全中学，创于1993年。

## 学校荣誉
- 2007年，福建省一级达标高中[2]

- 2015年8月，全国青少年足球特色校[3]

## 相关链接
- 厦门海沧实验中学网站